# Il segugio della morte
Il segugio della morte è una raccolta di dodici racconti brevi scritti da Agatha Christie, pubblicati per la prima volta nel 1933 in Inghilterra e solo nel 1982 in Italia.
La raccolta include i seguenti racconti:
- Il segugio della morte
- Il segnale rosso
- Il quarto uomo
- La zingara
- La lanterna
- La radio
- Testimone d'accusa
- Il mistero del vaso azzurro
- Lo strano caso di Sir Arthur Carmichael
- Il richiamo delle ali
- L'ultima seduta
- S.O.S.

I racconti hanno tutti come teme di base il sovrannaturale, ad eccezione di  Testimone d'accusa che è una classica storia gialla. Da questo racconto la stessa autrice, a seguito delle insistenze del produttore teatrale Peter Saunders, ne trarrà una riduzione per il teatro che fu un grande successo. 
 Nel 1957 Billy Wilder ne trae un film, sempre dal titolo Testimone d'accusa, che verrà distribuito nel 1958, i cui protagonisti furono Marlene Dietrich, Charles Laughton e Tyrone Power. La Christie dichiarò che è stato il miglior film mai tratto da una sua opera.

## Edizioni
- Agatha Christie, Il segugio della morte, traduzione di Giuseppe Lippi, collana Oscar Mondadori, Mondadori, 1988,  p. 221.